# Microchrysa shanghaiensis
Microchrysa shanghaiensis är en tvåvingeart som beskrevs av Ouchi 1940. Microchrysa shanghaiensis ingår i släktet Microchrysa och familjen vapenflugor. Inga underarter finns listade i Catalogue of Life.